# Giới thượng lưu

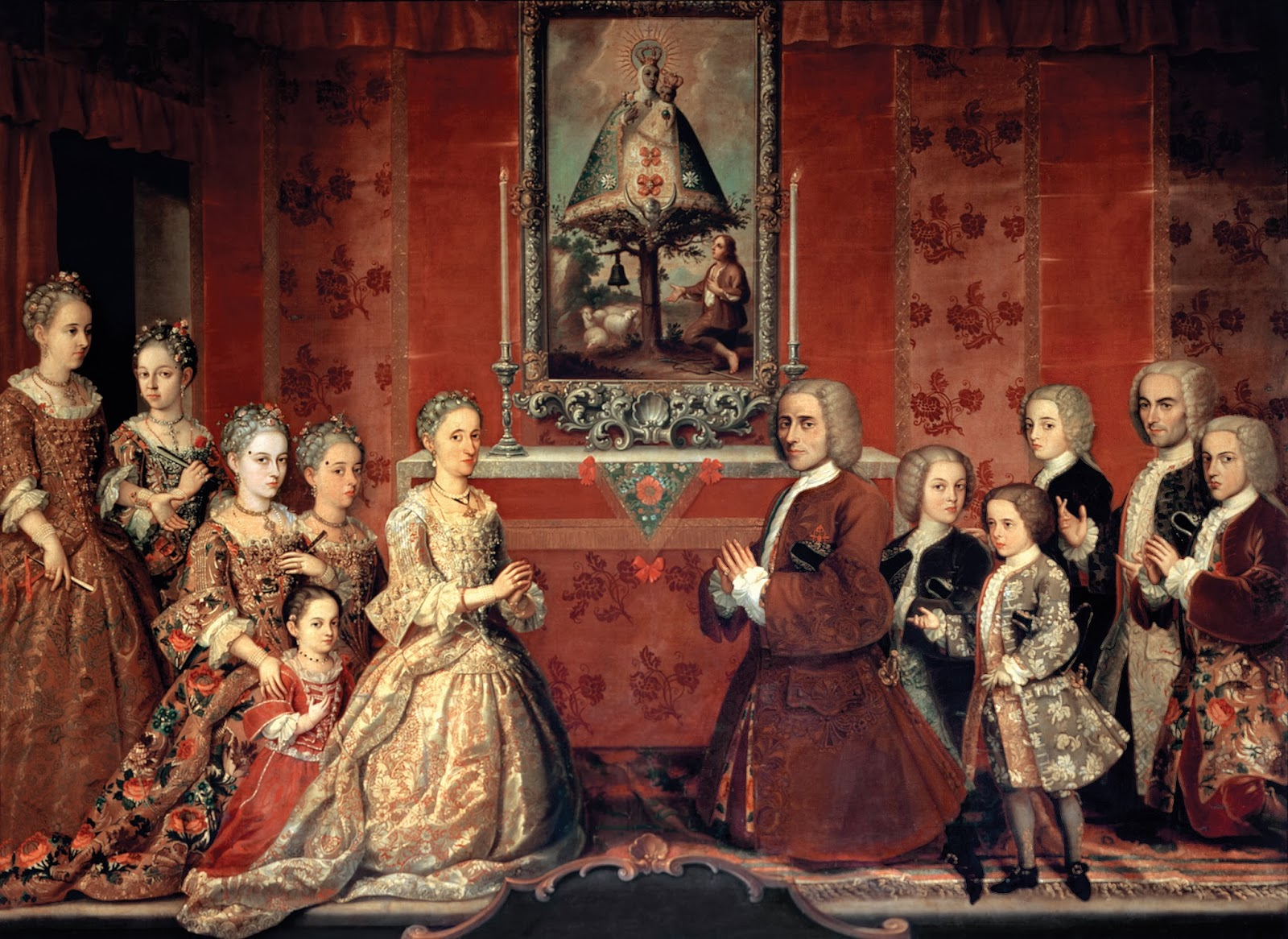
Chân dung gia đình Fagoaga Arozqueta, khoảng 1730. Họa sĩ khuyết danh. Gia đình thuộc tầng lớp thượng lưu ở Thành phố Mexico, Tân Tây Ban Nha.

Giới thượng lưu hay tầng lớp thượng lưu trong các xã hội hiện đại là tầng lớp xã hội bao gồm những người nắm giữ địa vị xã hội cao nhất, thường là những thành viên giàu có nhất trong xã hội có giai cấp và nắm giữ quyền lực chính trị lớn nhất. Theo quan điểm này, tầng lớp thượng lưu thường được phân biệt bởi khối tài sản khổng lồ được truyền từ thế hệ này sang thế hệ khác. Trước thế kỷ 20, người ta nhấn mạnh vào tầng lớp quý tộc, trong đó nhấn mạnh các thế hệ được thừa hưởng địa vị cao quý chứ không chỉ là sự giàu có gần đây.
Bởi vì tầng lớp thượng lưu của một xã hội có thể không còn cai trị xã hội mà họ đang sống, họ thường được gọi là tầng lớp thượng lưu cũ, và họ thường khác biệt về mặt văn hóa với tầng lớp trung lưu mới giàu có xu hướng thống trị đời sống công cộng trong các nền dân chủ xã hội hiện đại. Theo quan điểm thứ hai của tầng lớp thượng lưu truyền thống, không có sự giàu có hay danh tiếng cá nhân nào có thể biến một người có xuất thân bình thường trở thành thành viên của tầng lớp thượng lưu vì một người phải được sinh ra trong một gia đình thuộc tầng lớp đó và được nuôi dưỡng theo một cách đặc biệt để hiểu và chia sẻ các giá trị, truyền thống và chuẩn mực văn hóa của tầng lớp thượng lưu. Thuật ngữ này thường được sử dụng cùng với các thuật ngữ như tầng lớp thượng trung lưu, tầng lớp trung lưu và tầng lớp lao động như một phần của mô hình phân tầng xã hội.

## Ý nghĩa lịch sử
Trong lịch sử ở một số nền văn hóa, các thành viên của tầng lớp thượng lưu thường không phải làm việc để kiếm sống vì họ được hỗ trợ bởi các khoản đầu tư kiếm được hoặc được thừa kế (thường là bất động sản), mặc dù các thành viên của tầng lớp thượng lưu có thể có ít tiền thực tế hơn các thương nhân. Địa vị của tầng lớp thượng lưu thường bắt nguồn từ vị trí xã hội của gia đình một người chứ không phải từ thành tích hay sự giàu có của bản thân. Phần lớn dân số bao gồm tầng lớp thượng lưu bao gồm quý tộc, gia đình cầm quyền, người có chức tước và thứ bậc tôn giáo.
Những người này thường có cuộc sống nhờ địa vị và trong lịch sử không có nhiều sự di chuyển giữa các ranh giới giai cấp. Ở nhiều quốc gia, thuật ngữ "tầng lớp thượng lưu" gắn liền với quyền sở hữu đất đai cha truyền con nối. Quyền lực chính trị thường nằm trong tay các chủ đất ở nhiều xã hội tiền công nghiệp mặc dù không có rào cản pháp lý đối với quyền sở hữu đất đai đối với các tầng lớp xã hội khác. Các chủ đất thuộc tầng lớp thượng lưu ở châu Âu cũng thường là thành viên của giới quý tộc có tước hiệu, mặc dù không nhất thiết: mức độ phổ biến của các tước hiệu quý tộc rất khác nhau giữa các quốc gia. Một số tầng lớp thượng lưu gần như hoàn toàn không có tên, ví dụ, Szlachta của Khối thịnh vượng chung Ba Lan-Litva.

### Tại Hoa Kỳ
- Baltzell, E. Digby. Philadelphia Gentlemen: The Making of a New Upper Class (1958).
- Brooks, David. Bobos in paradise: The new upper class and how they got there (2010)
- Burt, Nathaniel. The Perennial Philadelphians: The Anatomy of an American Aristocracy (1999).
- Davis, Donald F. "The Price of Conspicious Production: The Detroit Elite and the Automobile Industry, 1900-1933." Journal of Social History 16.1 (1982): 21–46. online
- Farnum, Richard. "Prestige in the Ivy League: Democratization and discrimination at Penn and Columbia, 1890-1970." in Paul W. Kingston and Lionel S. Lewis, eds. The high-status track: Studies of elite schools and stratification (1990).
- Ghent, Jocelyn Maynard, and Frederic Cople Jaher. "The Chicago Business Elite: 1830–1930. A Collective Biography." Business History Review 50.3 (1976): 288–328. online
- Hood. Clifton. In Pursuit of Privilege: A History of New York City's Upper Class and the Making of a Metropolis (2016). Covers 1760–1970.
- Jaher, Frederic Cople, ed. The Rich, the Well Born, and the Powerful: Elites and Upper Classes in History (1973), essays by scholars
- Jaher, Frederick Cople. The Urban Establishment: Upper Strata in Boston, New York, Chicago, Charleston, and Los Angeles (1982).
- Jensen, Richard. "Family, Career, and Reform: Women Leaders of the Progressive Era." in Michael Gordon, ed., The American Family in Social-Historical Perspective,(1973): 267–80.
- McConachie, Bruce A. "New York operagoing, 1825-50: creating an elite social ritual." American Music (1988): 181–192. online
- Ostrander, Susan A. (1986). Women of the Upper Class. Temple University Press. ISBN 978-0-87722-475-4.
- Story, Ronald. (1980) The forging of an aristocracy: Harvard & the Boston upper class, 1800-1870
- Synnott, Marcia. The half-opened door: Discrimination and admissions at Harvard, Yale, and Princeton, 1900-1970 (2010).
- Williams, Peter W. Religion, Art, and Money: Episcopalians and American Culture from the Civil War to the Great Depression (2016), especially in New York City